# Lorenzo Fernández de Villavicencio Cañas y Portocarrero
Lorenzo Fernández de Villavicencio Cañas y Portocarrero, III Duque de San Lorenzo de Vallehermoso, (Jerez de la Frontera; 1778 - Bayona, Francia; 1859), militar español, prócer (1834-1836) y senador vitalicio (1846-1859).
Mariscal de campo, se distinguió en la guerra de Portugal, en la defensa de Cádiz de 1807 y en la Guerra de la Independencia. Fue condecorado con diversas cruces, entre ellas las de Carlos III y de San Hermenegildo. Fue comandante de alabarderos y gentilhombre de cámara de la reina.
Fue padre de Manuel Fernández de Villavicencio, marqués de Vallecerrato, y de José Juan Fernández de Villavicencio, marqués de Castrillo, ambos militares y destacados defensores del carlismo.